# Douwe Egberts
Douwe Egberts је холандски бренд кафе који је у већинском власништву америчко-холандске корпорације JDE Peet's Основао ју је Егберт Доувс 1753. године у Јоуреу, у Холандији, као De Witte Os („Бели вол“), продавницу робе широке потрошње. Компанија је касније почела да се бави посебно кафом, чајем и дуваном. До 1925. промењено је назив фирме у Доуве Егбертс (Доуве, сина Егберта) и уведен је лого, црвени печат са иницијалом „ДЕ“.
У мају 2017. Douwe Egberts је лансирао алуминијумске капсуле за кафу у супермаркетима.
Крајем 2019. компанија се спојила са Peet's Coffee и након тога наставља да послује под новим именом JDE Peet's. Предузеће има годишњи промет од око 7 милијарди евра.